# Сицинии
Сициниите или Сикциите (Sicinii; gens Sicinia; Siccius) са патрицииски и плебеиски род от Древен Рим.

## Представители
- Тит Сициний Сабин
- Луций Сициний Велут Белут, в делегацията до плебеите на Mons Sacer 494, народен трибун 493 и 491 пр.н.е.
- Спурий Сициний, народен трибун 492 пр.н.е.
- Тит Сициний Сабин (Сикций), консул 487 пр.н.е.
- Гай Сициний (трибун 470 пр.н.е.), народен трибун 470 пр.н.е.
- Луций Сикций Дентат, военачалник, народен трибун 454 пр.н.е.
- Гай Сициний (трибун 449 пр.н.е.), народен трибун 449 пр.н.е.
- Тит Сициний (трибун 395 пр.н.е.), народен трибун 395 пр.н.е.
- Луций Сициний (трибун 387 пр.н.е.), народен трибун 387 пр.н.е.
- Гней Сициний (претор 183 пр.н.е.)
- Гней Сициний (претор 172 пр.н.е.)
- Гней Сициний (трибун 76 пр.н.е.) или Луций Сициний, народен трибун 76 пр.н.е.
- Квинт Сициний Клар – управител на провинция Тракия 201 – 204 г. сл. Хр.